# سید احمد اشرف اسلامی
سید احمد اشرف اسلامی (۱۳۲۶–۱۳۹۵) اولین معاون پارلمانی مجلس (۱۳۶۰–۱۳۶۴) در دولت میرحسین موسوی بود.
سید احمد اشرف پیش از انقلاب در تهران به شغل معلمی اشتغال داشته معلم محمد جواد ظریف، محمد نهاوندیان، رئیس دفتر حسن روحانی، محمدرضا بهشتی، و برخی از فرزندان مقامات ایران مانند: خاتمی، عارف و نقدی بوده‌است.
اسلامی دارای مدرک کارشناسی و کارشناسی ارشد حقوق بوده و ابتدا در دولت محمدعلی رجایی معاون حقوقی- پارلمانی و سرپرست اداره نخست وزیری شد. در دولت میرحسین موسوی معاونت معاون حقوقی- پارلمانی نخست‌وزیری به دو معاونت؛ معاونت حقوقی و معاونت  پارلمانی تقسیم شد و اشرف اسلامی معاونت پارلمانی نخست‌وزیری را بر عهده گرفت.
او پس از پایان دوره معاونت  نمایندگی جمهوری اسلامی ایران را در دُبی بوده و مدتی نیز در وزارتخانه‌های مختلف مانند صنایع سنگین، وزارت کشور و وزارت نفت و صندوق بازنشستگی وزارت نفت فعالیت می‌کرد.